# مؤسسة الإذاعة والتلفزة التونسية

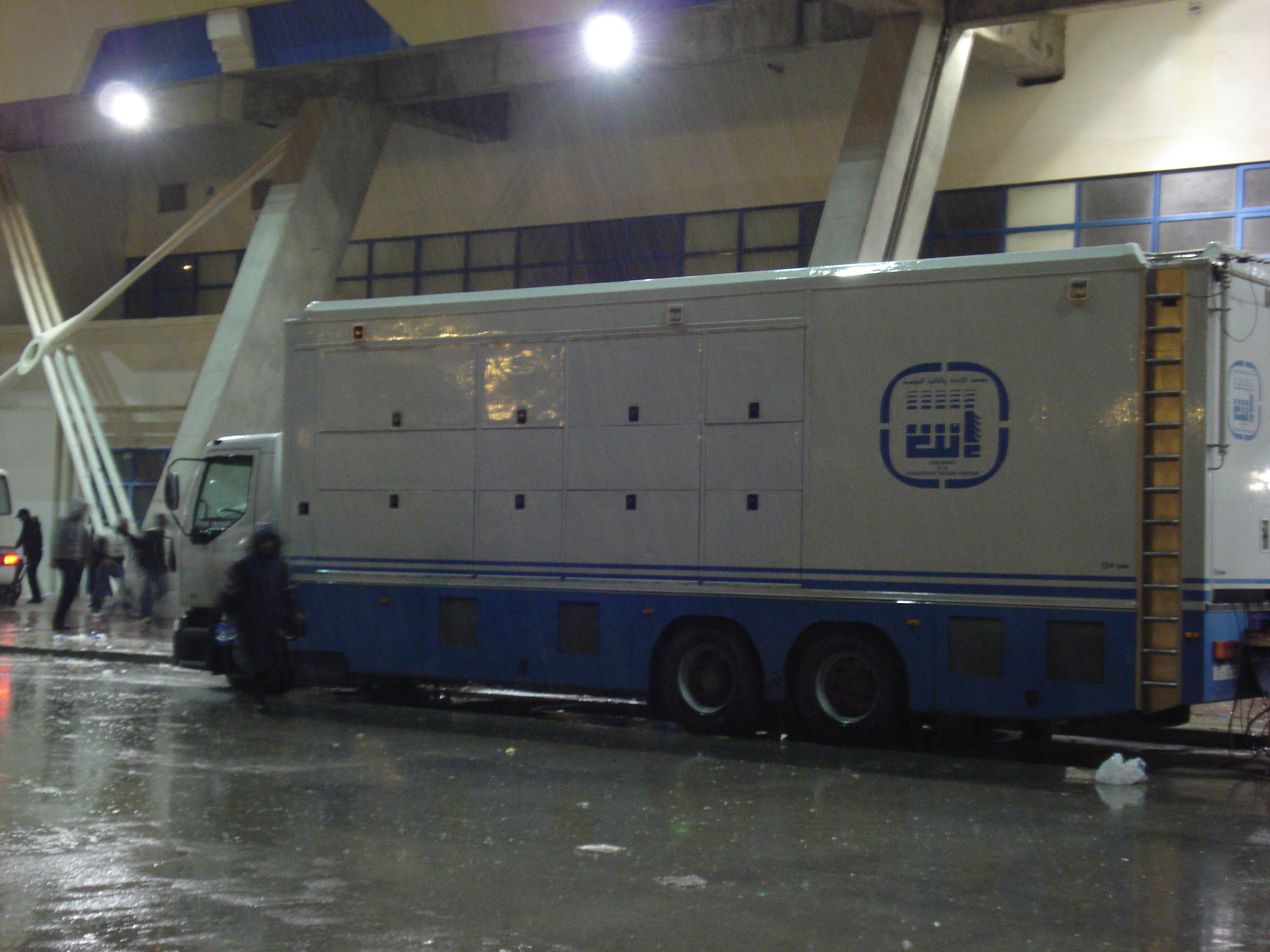
عربة بث خارجي تابعة لمؤسسة الإذاعة والتلفزة التونسية في الملعب الأولمبي برادس أثناء مباراة تونس وهولندا في.

مؤسسة الإذاعة والتلفزة التونسية هي مؤسسة عمومية تونسية سابقة تأسست في 1990 وأغلقت في 2007 بعد تقسيمها إلى مؤسستين: مؤسسة الإذاعة التونسية ومؤسسة التلفزة التونسية.

## تاريخ
أنشئت أول محطة إذاعية تونسية في 15 أكتوبر 1938، وبعد الاستقلال تمت تونسة البث الإذاعي وأنشئت للغرض مؤسسة تونسية طبقا للأمر المؤرخ في 25 أفريل 1957، وتسمى الإذاعة والتلفزة التونسية، حيث تم أول بث تلفزي يوم 31 ماي 1966. وفي عام 1990 أصبحت تسمى مؤسسة الإذاعة والتلفزة التونسية وذلك طبقا للقانون المؤرخ يوم 7 ماي 1990.

## محطات وقنوات
- البث التلفزي يتم من خلال قناتين تسمى إحداهما الوطنية1 والأخرى الوطنية2.
- أما البث الإذاعي فيتم من خلال :
  - أربع مخطات وطنية: إذاعة تونس، إذاعة الشباب، إذاعة تونس الثقافية، إذاعة تونس الدولية.
  - خمس محطات جهوية توجد بكل من: صفاقس، المنستير، قفصة، تطاوين، الكاف.

## متفرقات
تبث الإذاعات التونسية أغلب برامجها باللغة العربية والبعض بالفرنسية وبلغات أخرى مثل الأنقليزية والإيطالية والإسبانية عبر الإذاعة الدولية.

منذ عام 2003 سمح بفتح محطات إذاعية وتلفزية خاصة، وفي هذا الإطار تم بعث قناة حنبعل، وإذاعات موزاييك أف أم وإذاعة الزيتونة أف أم الدينية.

## مقالات ذات صلة
- مؤسسة التلفزة التونسية
- مؤسسة الإذاعة التونسية